# Journal of the Royal Asiatic Society
Journal of the Royal Asiatic Society (JRAS) è un'antica rivista accademica che pubblica articoli di storia, archeologia, letteratura, linguistica, religione e arte dell'Asia meridionale, del Medio e Vicino Oriente, del Nord Africa, Etiopia), Asia centrale, Asia Orientale e Sud-est asiatico.
È stata pubblicata dalla Royal Asiatic Society of Great Britain and Ireland a partire dal 1834.
| Anni      | Titolo                                                                 |
| --------- | ---------------------------------------------------------------------- |
| 1824–1834 | Transactions of the Royal Asiatic Society of Great Britain and Ireland |
| 1835–1990 | The Journal of the Royal Asiatic Society of Great Britain and Ireland  |
| 1991–2004 | Journal of the Royal Asiatic Society                                   |